# Pehr Osbeck
Pehr Osbeck est un explorateur, naturaliste et pasteur suédois, né le 9 mai 1723 à Hålanda (province de Västergötland) et mort le 23 décembre 1805 à Hasslöv (province de Halland).

## Biographie
Pehr Osbeck est le fils de Hans Andersson, petit propriétaire terrien, et de Ragnhild Andersdotter. Il fréquente d'abord l'école de la cathédrale de Göteborg, puis le gymnase de cette ville en 1740. Il rejoint l'université d'Uppsala en 1745 où il étudie la théologie et les sciences naturelles et y devient un élève de Carl von Linné (1707-1778).
De 1747 à 1749, il est précepteur des enfants du juge Eksiöld à Örmanäs, en Scanie. Il pratique la botanique en parallèle de cet emploi. Du 27 novembre 1750 au 26 juin 1752, il est prêtre à bord du vaisseau Prins Carl de la Compagnie suédoise des Indes orientales. Ce voyage le mène à Canton, en Chine, où il passe quatre mois, avec escales à Cadix, sur l'île de Java et sur l'île de l'Ascension. Il y étudie l’histoire naturelle et les peuples autochtones. Il rapporte notamment 600 plantes à Linné.
De 1753 à 1758, il est chapelain, botaniste et précepteur au service du comte Carl Gustaf Tessin, à Åkerö. En 1758, il est admis à l'Académie royale des sciences de Suède.
Il devient pasteur des paroisses de Hasslöv et de Våxtorp en 1758, puis vicaire en 1760. En 1779, il reçoit le titre de docteur en théologie de l'université d'Uppsala. À partir de 1773, il est doyen d'une partie du diocèse de Laholm.
Pendant sa vie, Osbeck assemble une vaste collection botanique aujourd’hui conservée en Suède et au Royaume-Uni. 

## Famille
En 1758, il épouse Susanna Dahlberg à Hasslöv, avec qui il aura huit enfants. Son fils Carl Gustaf (1766-1841) voyagera deux fois en tant que médecin à bord d'un navire de la Compagnie suédoise des Indes orientales et botanisera au Cap, en Chine et dans les Indes orientales.

## Œuvres
Il publie en 1757 le compte rendu de son voyage en Chine, Dagbok öfwer en ostindisk resa åren 1750, 1751, 1752. Cet ouvrage est traduit en allemand en 1762, en français en 1765 et en anglais en 1771. L’une des plus intéressantes parties de son œuvre est l’étude ichtyologique de la Chine parue sous le nom d’Iter Chinensis.

## Hommages
Son nom est commémoré dans le genre Osbeckia L. de la famille des Melastomataceae.